# Suhopolje

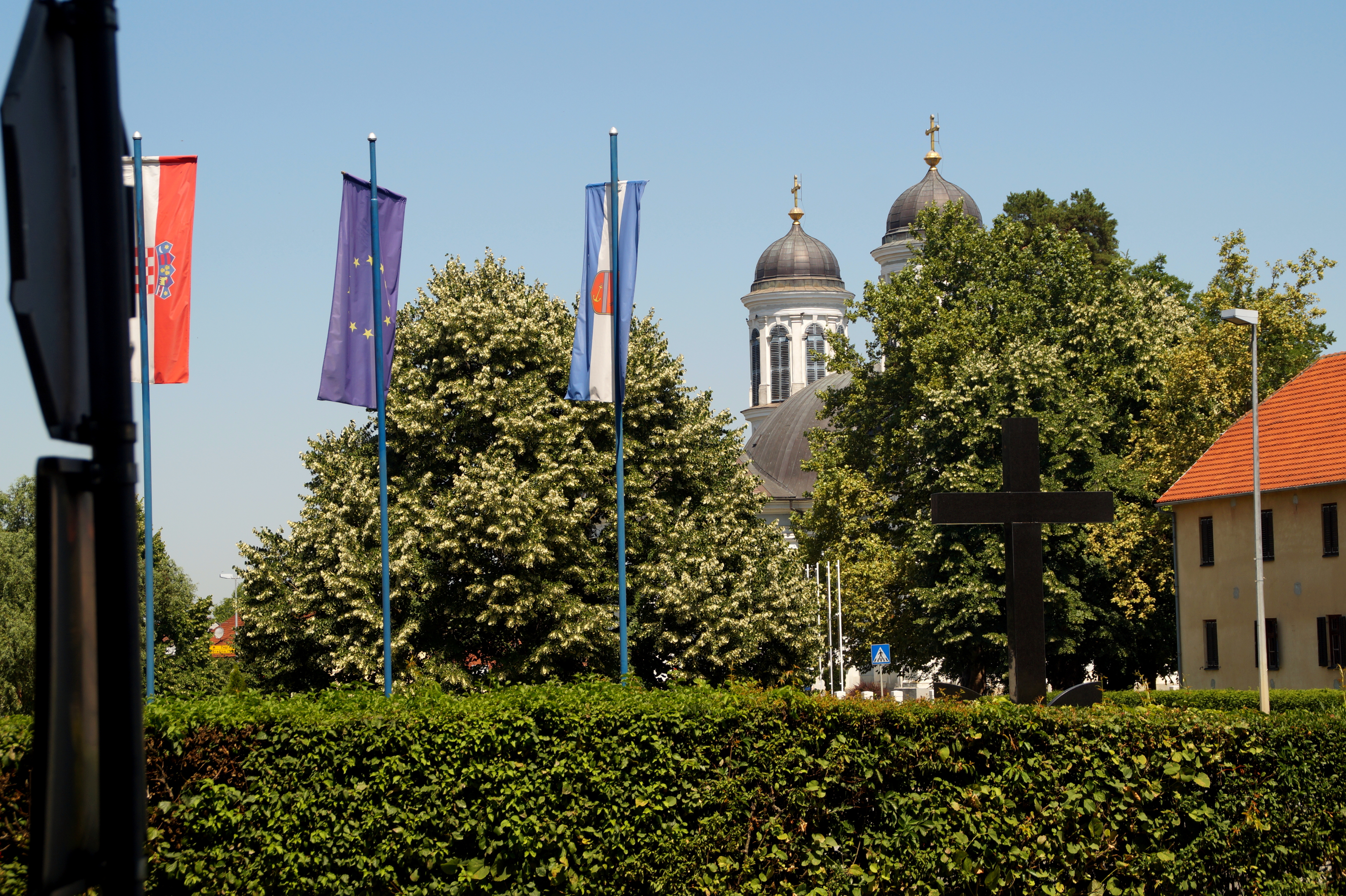
In Suhopolje, Blick zur Theresienkirche

Das Dorf Suhopolje liegt in Kroatien, im zentralen Teil der Gespanschaft Virovitica-Podravina, 11 Kilometer östlich von Virovitica. Suhopolje ist das Zentrum der Gemeinde Suhopolje, die sich auf 166,70 km²  erstreckt. Die Gemeinde hat 6683 Einwohner (Volkszählung 2011), die in 23 Dörfern leben.
Der Name Suhopolje erscheint zum ersten Mal im Jahr 1763. Acht Jahre später, 1771, wurde das Dorf in Terezovac (ung. Tersovac) umbenannt, nach der Kaiserin Maria Theresia. Heute heißt es wieder Suhopolje. Suhopolje wurde Mitte des 18. Jahrhunderts von 22 kroatischen und 29 deutschen Familien besiedelt.
Suhopolje ist ein wichtiges Wirtschafts- und Kulturzentrum für die umliegenden Dörfer. Der wichtigste Wirtschaftszweig ist Landwirtschaft. Die Bevölkerung beschäftigt sich auch mit Viehzucht, Handwerk und Unternehmertum.
In Suhopolje befindet sich die Kirche der heiligen Theresa von Avila. Sie wurde von 1807 bis 1816 im klassizistischen Stil gebaut. Im Park befindet sich das Schloss der Grafen Janković-Bésán. Es wurde Mitte des 18. Jahrhunderts errichtet, um die gleiche Zeit wie das Dorf.